# 제이리치
제이리치(J.Rich)는 엠루트엔터테인먼트 소속의 대한민국 남성 2인조 그룹이다. 

멤버 김우주가 탈퇴하였고 현재 멤버 H-JUN(이코)과 임종현은 각각 그룹 JJCC와 7942의 멤버로 활동했다.

## 활동
2010년 데뷔싱글 <안녕 내사랑>, 월드컵 응원앨범 <우리는 승리한다>를 발표하였으며 <안녕 내사랑> 뮤직비디오에는 현재 올드타임 소속 전멤버 김우주와의 친분으로 동방신기의 멤버 유노윤호와 배우 박수진이 출연하여 큰 화제를 불러일으켰다.

## 구성원
| 이름   | 소개 |
| H-JUN  | - 본명 : 하준영 - 생년월일 : 1987년 3월 13일(38세) - 출생지 : 대한민국 경상남도 김해시 - 학력 : 울산대학교 기계공학과 - 포지션 : 래퍼 - 활동기간 : 2010년 ~ |
| 임종현 | - 생년월일 : 1988년 6월 29일(36세) - 출생지 : 대한민국 서울특별시 - 포지션 : 보컬 - 활동기간 : 2010년 ~                                                     |

### 이전 구성원
| 이름   | 소개 |
| 김우주 | - 생년월일 : 1985년 8월 29일(39세) - 출생지 : 대한민국 경상남도 창원시 - 포지션 : 보컬 - 활동기간 : 2010년 ~ 2010년 |